# Dvorec Cerkno
Dvorec Cerkno (nemško Zircknahof) stoji v naselju Laze pri Gobniku v občini Litija.

## Zgodovina
Dvorec Cerkno je bil zgrajen v 17. stol. Leta 1747 ga je posedoval Jožef Sigmund pl. Lukančič. Po smrti Lukančiča, ga je njegova vdova Ana Rozina Valvasor izročila zetu Tomanu. Leta 1791 ga je posedoval Jožef Peronij, nato Janez Nepomuk Murgel. Med letoma 1799 in 1845 je bil v posestvi Alojza Brauneisa, od leta 1857 je bil v lasti Karla Buchwalda in Antona Vrhovca. Med letoma 1874 in 1876 ga je posedoval Franc Meserko, nato po prvi vojni Anton Perko. Leta 1841 je delno pogorel in bil obnovljen. Dvorec je bil dvakrat ponovno grajen in je danes precej manjši od prvotnega.